# Reckoning Night World Tour+Once Upon A Tour
Es la cuarta gira realizada por la banda de metal sinfónico finlandesa Sonata Arctica. Comenzó el 13 de octubre de 2004 y terminó el 26 de agosto de 2006. Se realizó para presentar su cuarto disco de estudio que se titula Reckoning Night. En esta gira recorrieron no sólo Finlandia, sino también un par de países como España, Canadá, Japón y otros más. Esta es la primera gira con el tecladista Henrik Klingenberg y la tercera con Marko Paasikoski en el bajo. En esta gira, la banda tuvo como teloneros a Opeth, Amorphis y otras bandas más. Esta gira se caracteriza por la gran cantidad de shows shows por todo el mundo, incluyendo todos los países mencionados. Ya finalizada la gira, la banda se encierra en los estudios para grabar el disco Unia.

## Lanzamiento del disco y gira

### 2004
El 11 de octubre de 2004 sale este disco nuevo: se titula Reckoning Night. La gira comienza el 13 y 14 de octubre de ese año con dos shows en el Color Line Arena y Batschkapp. 1 día después, es decir el 15 de octubre, tocan en Arena Leipzig. El 16 de octubre, la banda toca en Thüringenhalle, en Zeche el 18 de octubre y luego en Palladium el día 19 de octubre. El 20, 22 y 23 de octubre dan otros tres conciertos en Alemania. En total, la banda finlandesa dio 9 shows en ese país. Un día después se van a Austria para tocar en Rockhouse de Salzburgo, en un concierto que tuvo lugar el 24 de octubre, luego dan un concierto en Viena, y el 26 de octubre tocan en Hungría. El 28 y 30 de octubre tocan en Milán y Basilea. El día 31 dan un concierto en Francia, que se dio en La Laiterie, en plena noche de brujas, y el 2 de noviembre tocan en La Locomotive, también de Francia. Un día antes tocaron en Transbordeur.  El 5 de noviembre vuelven a España para tocar en el Pavelló de la Vall d'Hebron, de Barcelona. Tres días después vuelven a los Países Bajos para tocar en Paradiso. El 9 de noviembre salen con rumbo a Bélgica para brindar un recital en Biebob. Entre el 10 y 12 de noviembre hacen tres conciertos en Dinamarca y Suecia, y tuvieron lugar en The Rock, Kåren y Klubben/Fryshuset, y el 25 de noviembre, ya de regreso en Finlandia, tocaron en Tavastia. El 26 de noviembre dan un concierto en Sibeliustalo. El 27, la banda toca en Pakkahuone. Entre el 1 y 3 de diciembre hacen tres shows: Uno en Sirkus, el otro en Bar Kino y el otro en Omatupa. El 4 de diciembre, la banda finlandesa toca en Klubi, situado en Turku. 4 días después tocaron en Night Club Riviera. Los días 9, 10 y 11 de diciembre tocaron en Lutakko, Albatrossi y Mietaan Ns-talo. Despidieron el año tocando el 17 y 18 de diciembre en Kansantalo y en Ravintola Foxia. De esta manera termina la primera parte de la gira. 

### 2005
Inician un nuevo año de trayectoria con un concierto en Kajaahanihalli el día 6 de enero. El 7 y 8 de enero dan shows en Tivoli y en Tuiskula, mientras que el 14 y 15 de enero tocan en Amarillo y Nuorisesoura. El 29 de enero participan del Finnish Metal Expo 2005, que se desarrolló en Kaapelitehdas. Entre el 4 y 13 de febrero dan 8 shows en Japón; las ciudades que se eligieron para la gira por el país fueron Tokio, Sendai, Sapporo, Nagoya, Osaka, Hiroshima y Fukuoka. A su regreso tocaron en Emma gaala, el día 26 de febrero. El 13 y 14 de abril tocan dos veces en los Estados Unidos; los dos shows tuvieron lugar en Jaxx Nightclub y B. B. King Blues Club & Grill. El 15, 17 y 18 de abril dan tres conciertos en Canadá, cuyas sedes fueron Barrymore's Music Hall, Le Capitole y The Opera House. Entre el 20 y 23 de abril dieron tres conciertos en Estados Unidos, realizados en Nitro Rock Club, The Odeon y The Palladium, este último en el marco de la sexta edición del New England Metal and Hardcore Festival. Al día siguiente dan el cuarto concierto en Canadá que se desarrolló en Le Medley. El 14 de mayo volvieron a Alemania para participar del Rock Hard Festival junto a Children of Bodom, Ensiferum, Amon Amarth y otras bandas más, en un concierto dado en el Gelsenkirchen Amphitheater. El 10 de junio, la banda regresa otra vez a Finlandia para tocar en el Sauna Opera Air 2005, que tuvo lugar en Fteläpuisto. Tocaron junto a Ronnie James Dio, Timo Kotipelto, Dreamtale y Machine Men. Un día después regresaron a Suecia para participar del Sweden Rock Festival 2005, que tuvo lugar en Norje Havsbad, situado en la ciudad homónima. Nuevamente de regreso, la banda tocó en Raumanmeren juhannus el 23 de junio, y luego hacen dos presentaciones en festivales, con fecha del 24 y 25 de junio. Ambos shows de Sonata Arctica tuvieron lugar en Nummijärvi e Himos Areena. El 9 de julio, la banda regresa otra vez a Finlandia para participar del Ruisrock Festival 2005 que se desarrolló en Ruissalo. El 15 y 17 de julio dieron conciertos en Hullun Mylly y Laulurinne. 7 días después se fueron al Reino Unido para tocar en Carling Academy de Birmingham en el marco del Thirteenth Day Festival 2005. El 5 de agosto regresan de nuevo a Alemania para tocar en el Wacken Open Air Festival 2005. Dos días después regresaron a Finlandia nuevamente para participar en el Ankkarock 2005 desarrollado en Korson Urheilupuisto, en Vantaa. El 12 de agosto regresan otra vez a España para tocar en el Metalway Festival 2005. Al día siguiente volvieron a los Países Bajos para dar un concierto en Utrecht y su sede elegida fue Tivoli De Helling, mientras que el 8 de septiembre se produjo un nuevo regreso a Alemania. El show tuvo lugar en el Markethalle, y al día siguiente volvieron otra vez a los Países Bajos para tocar en W2 Poppodium. El 10 de septiembre volvieron a Francia para participar del Raismes Festival 2005. Siguieron con tres shows más los días 12, 13 y 14 de septiembre en Rock School Barbey, Havana Café y en Transbordeur. El 16 de septiembre, luego de su gira por Francia, la banda vuelve a Austria para tocar en Planet Music de Viena. Al día siguiente vuelven otra vez a Hungría, en un concierto que tuvo su sede en WigWam. Los días 19, 20 y 21 de septiembre dan tres conciertos en Múnich, Milán y Ludwigsburg. El 23 volvieron a Bélgica para dar un recital en Hof Ter Lo. El 24 de septiembre, la banda vuelve nuevamente a Suiza para tocar en la Z7 Konzertfabrik. El día 25 vuelven a tocar otra vez en Alemania, repitiendo en Zeche. En octubre se produce el nuevo regreso a Finlandia, tocando así en el Hartwall Areena de la capital de ese país. Tuvo lugar el día 21. Entre el 24 de noviembre y el 5 de diciembre dan los últimos shows del año, y termina de este modo la segunda parte de la gira.

### 2006
Comienzan otro año con shows en Estados Unidos y Canadá entre el 14 de enero y el 24 de febrero. El 11 de abril, y luego de esa extensa gira por América del Norte, la banda regresa a Suecia para tocar en un lugar distinto al de las visitas anteriores a ese país, Arenan/Fryshuset. El 12 y 13 de abril dan shows en Kåren nuevamente y en Mejeriet. Dos días después vuelven a Alemania, teniendo la oportunidad de brindar un concierto en el Gysenberg-Halle de Herne. El 16 de abril tocaron en Núremberg y su sede fue Löwensaal. El 17 volvieron otra vez a Hungría, dando un concierto en el Petőfi Csarnok como en las giras anteriores. Vuelven nuevamente a Austria el día 18 de abril para tocar otra vez en el Planet Music. Entre el 19 y 27 de abril dieron una gira por Alemania y Suiza. El 28 de abril volvieron nuevamente a los Países Bajos. El recital tuvo lugar en Plato. El 29 de abril volvieron otra vez a Bélgica para participar del Pestpop Festival 2006. Tuvo lugar en el Oktoberhallen. El 30 de abril y 2 de mayo dieron dos conciertos en Francia, y las sedes fueron Le Trabendo de París y Le Rockstore de Montpellier. El 4 de mayo vuelven a Portugal para tocar en el Hard Club de Oporto. Entre el 5 y 7 de mayo dieron tres shows en España. Los tres conciertos en el regreso a España se realizaron en la Sala Macumba de Madrid, la Sala Razzmatazz II de Barcelona y la Sala Jam de Vergara. El 9 de mayo volvieron otra vez a Francia para dar un nuevo recital en La Locomotive. Vuelven otra vez a los Países Bajos el 11 de mayo para tocar en De Boerderij. El 12 y 13 de mayo dieron otros dos shows en Alemania, que tuvieron lugar en Vachwerk y Stadthalle. El 3 de junio volvieron a Italia para participar del Gods of Metal 2006, que se desarrolló en Milán. El 30 de junio, ya de regreso en Finlandia, la banda participa del Tusca Festival 2006, y el 7 de julio participaron del Ruisrock 2006. El 28 de julio tocaron en Vauhtiajot, y el 29 de julio participaron del Ostock 2006, desarrollado en Kuusisaari. El 5 de agosto participaron otra vez en el Ankkarock, que se desarrolló en Korson Urheilupuisto. Dieron los últimos shows de la gira el 13 y 26 de agosto, y tuvieron lugar en Rock To The River Outdoor y en Ravintola Hullunmylly. 

## Fechas de la gira
| Fecha                    | Ciudad                | País           | Recinto                            |
| ------------------------ | --------------------- | -------------- | ---------------------------------- |
| Europa                   |                       |                |                                    |
| 13 de octubre de 2004    | Hamburgo              | Alemania       | Color Line Arena                   |
| 14 de octubre de 2004    | Frankfurt             | Alemania       | Batschkapp                         |
| 15 de octubre de 2004    | Leipzig               | Alemania       | Arena Leipzig                      |
| 16 de octubre de 2004    | Érfurt                | Alemania       | Thüringenhalle                     |
| 18 de octubre de 2004    | Bochum                | Alemania       | Zeche                              |
| 19 de octubre de 2004    | Colonia               | Alemania       | Palladium                          |
| 20 de octubre de 2004    | Berlín                | Alemania       | Arena Berlín                       |
| 22 de octubre de 2004    | Núremberg             | Alemania       | Nürnberg Arena                     |
| 23 de octubre de 2004    | Múnich                | Alemania       | Zenith                             |
| 24 de octubre de 2004    | Salzburgo             | Austria        | Rockhouse                          |
| 25 de octubre de 2004    | Viena                 | Austria        | Gasometer                          |
| 26 de octubre de 2004    | Budapest              | Hungría        | Petőfi Csarnok                     |
| 28 de octubre de 2004    | Milán                 | Italia         | Mazda Palace                       |
| 30 de octubre de 2004    | Basilea               | Suiza          | St. Jakobshalle                    |
| 31 de octubre de 2004    | Estrasburgo           | Francia        | La Laiterie                        |
| 1 de noviembre de 2004   | Villeurbanne          | Francia        | Villeurbanne                       |
| 2 de noviembre de 2004   | París                 | Francia        | La Locomotive                      |
| 5 de noviembre de 2004   | Barcelona             | España         | Pavelló de la Vall d'Hebron        |
| 8 de noviembre de 2004   | Ámsterdam             | Países Bajos   | Paradiso                           |
| 9 de noviembre de 2004   | Vosselaar             | Bélgica        | Biebob                             |
| 10 de noviembre de 2004  | Copenhague            | Dinamarca      | The Rock                           |
| 11 de noviembre de 2004  | Gotemburgo            | Suecia         | Kåren                              |
| 12 de noviembre de 2004  | Estocolmo             | Suecia         | Klubben/Fryshuset                  |
| 25 de noviembre de 2004  | Helsinki              | Finlandia      | Tavastia                           |
| 26 de noviembre de 2004  | Lahti                 | Finlandia      | Sibeliustalo                       |
| 27 de noviembre de 2004  | Tampere               | Finlandia      | Pakkahuone                         |
| 1 de diciembre de 2004   | Hämeenlinna           | Finlandia      | Sirkus                             |
| 2 de diciembre de 2004   | Pori                  | Finlandia      | Bar Kino                           |
| 3 de diciembre de 2004   | Ikaalinen             | Finlandia      | Omatupa                            |
| 4 de diciembre de 2004   | Turku                 | Finlandia      | Klubi                              |
| 8 de diciembre de 2004   | Kouvola               | Finlandia      | Night Club Riviera                 |
| 9 de diciembre de 2004   | Jyväskylä             | Finlandia      | Lutakko                            |
| 10 de diciembre de 2004  | Kuopio                | Finlandia      | Albatrossi                         |
| 11 de diciembre de 2004  | Kurikka               | Finlandia      | Mietaan Ns-talo                    |
| 17 de diciembre de 2004  | Sodankylä             | Finlandia      | Kansantalo                         |
| 18 de diciembre de 2004  | Oulu                  | Finlandia      | Ravintola Foxia                    |
| 6 de enero de 2005       | Kajaani               | Finlandia      | Kajaanihalli                       |
| 7 de enero de 2005       | Rovaniemi             | Finlandia      | Tivoli                             |
| 8 de enero de 2005       | Nivala                | Finlandia      | Tuiskula                           |
| 14 de enero de 2005      | Vaasa                 | Finlandia      | Amarillo                           |
| 15 de enero de 2005      | Evijärvi              | Finlandia      | Nuorisoseura                       |
| 29 de enero de 2005      | Helsinki              | Finlandia      | Kaapelitehdas                      |
| Asia                     |                       |                |                                    |
| 4 de febrero de 2005     | Tokio                 | Japón          | Shibuya-AX                         |
| 5 de febrero de 2005     | Tokio                 | Japón          | Shibuya-AX                         |
| 7 de febrero de 2005     | Sendai                | Japón          | Zepp Sendai                        |
| 8 de febrero de 2005     | Saporo                | Japón          | Zepp Saporo                        |
| 10 de febrero de 2005    | Nagoya                | Japón          | Diamond Hall                       |
| 11 de febrero de 2005    | Osaka                 | Japón          | Namba Hatch                        |
| 12 de febrero de 2005    | Hiroshima             | Japón          | Club Quattro                       |
| 13 de febrero de 2005    | Fukuoka               | Japón          | Zepp Fukuoka                       |
| Europa                   |                       |                |                                    |
| 26 de febrero de 2005    | Espoo                 | Finlandia      | Emma gaala                         |
| América del Norte        |                       |                |                                    |
| 13 de abril de 2005      | Springfield           | Estados Unidos | Jaxx Nightclub                     |
| 14 de abril de 2005      | Nueva York            | Estados Unidos | B. B. King Blues Club & Grill      |
| 15 de abril de 2005      | Ottawa                | Canadá         | Barrymore's Music Hall             |
| 17 de abril de 2005      | Quebec                | Canadá         | Le Capitol de Québec               |
| 18 de abril de 2005      | Toronto               | Canadá         | The Opera House                    |
| 20 de abril de 2005      | Detroit               | Estados Unidos | Nitro Rock Club                    |
| 21 de abril de 2005      | Cleveland             | Estados Unidos | The Odeon                          |
| 23 de abril de 2005      | Worcester             | Estados Unidos | The Palladium                      |
| 24 de abril de 2005      | Montreal              | Canadá         | Le Medley                          |
| Europa                   |                       |                |                                    |
| 14 de mayo de 2005       | Gelsenkirchen         | Alemania       | Amphitheater Gelsenkirchen         |
| 10 de junio de 2005      | Tampere               | Finlandia      | Eteläpuisto                        |
| 11 de junio de 2005      | Norje                 | Suecia         | Norje Havsbad                      |
| 23 de junio de 2005      | Pori                  | Finlandia      | Raumanmeren juhannus               |
| 24 de junio de 2005      | Kauhajoki             | Finlandia      | Nummijärvi                         |
| 25 de junio de 2005      | Jämsä                 | Finlandia      | Himos Arena                        |
| 9 de julio de 2005       | Turku                 | Finlandia      | Ruissalo                           |
| 15 de julio de 2005      | Kemi                  | Finlandia      | Hullun Milly                       |
| 17 de julio de 2005      | Joensuu               | Finlandia      | Laulurinne                         |
| 24 de julio de 2005      | Birmingham            | Reino Unido    | Carling Academy                    |
| 5 de agosto de 2005      | Wacken                | Alemania       | Wacken Open Air                    |
| 12 de agosto de 2005     | Guernica y Luno       | España         | Campo de fútbol Santa Lucía        |
| 13 de agosto de 2005     | Utrecht               | Países Bajos   | Tivoli De Helling                  |
| 8 de septiembre de 2005  | Hamburgo              | Alemania       | Markthalle                         |
| 9 de septiembre de 2005  | 's-Hertogenbosch      | Países Bajos   | W2 Poppodium                       |
| 10 de septiembre de 2005 | Raismes               | Francia        | Château de la Princesse d'Arenberg |
| 12 de septiembre de 2005 | Bordeaux              | Francia        | Rock School Barbey                 |
| 13 de septiembre de 2005 | Ramonville-Saint-Agne | Francia        | Havana Café                        |
| 14 de septiembre de 2005 | Villeurbanne          | Francia        | Transbordeur                       |
| 16 de septiembre de 2005 | Viena                 | Austria        | Planet Music                       |
| 17 de septiembre de 2005 | Budapest              | Hungría        | WigWam                             |
| 19 de septiembre de 2005 | Múnich                | Alemania       | Backstage                          |
| 20 de septiembre de 2005 | Milán                 | Italia         | Rolling Stone                      |
| 21 de septiembre de 2005 | Ludwigsburg           | Alemania       | Rockfabrik                         |
| 23 de septiembre de 2005 | Antwerp               | Bélgica        | Hof Ter Lo                         |
| 24 de septiembre de 2005 | Pratteln              | Suiza          | Z7 Konzertfabrik                   |
| 25 de septiembre de 2005 | Bochum                | Alemania       | Zeche                              |
| 21 de octubre de 2005    | Helsinki              | Finlandia      | Hartwall Arena                     |
| 24 de noviembre de 2005  | Rauma                 | Finlandia      | Raumanlinna                        |
| 25 de noviembre de 2005  | Helsinki              | Finlandia      | Nostouri                           |
| 26 de noviembre de 2005  | Nivala                | Finlandia      | Tuiskula                           |
| 30 de noviembre de 2005  | Kuopio                | Finlandia      | Puijonsarvi                        |
| 1 de diciembre de 2005   | Jyväskylä             | Finlandia      | Lutakko                            |
| 2 de diciembre de 2005   | Tampere               | Finlandia      | Pakkahuone                         |
| 3 de diciembre de 2005   | Lahti                 | Finlandia      | Finlandia-Klubi                    |
| 5 de diciembre de 2005   | Oulu                  | Finlandia      | Club Teatria                       |
| América del Norte        |                       |                |                                    |
| 14 de enero de 2006      | Rochester             | Estados Unidos | Penny Arcade                       |
| 15 de enero de 2006      | Poughkeepsie          | Estados Unidos | The Chance                         |
| 17 de enero de 2006      | Springfield           | Estados Unidos | Jaxx Nightclub                     |
| 18 de enero de 2006      | Nueva York            | Estados Unidos | B. B. King Blues Club & Grill      |
| 20 de enero de 2006      | Worcester             | Estados Unidos | The Palladium                      |
| 21 de enero de 2006      | Montreal              | Canadá         | Le Medley                          |
| 22 de enero de 2006      | Quebec                | Canadá         | Le Capitole de Québec              |
| 24 de enero de 2006      | Rouyn-Noranda         | Canadá         | Petit Theatre du Vieux Noranda     |
| 25 de enero de 2006      | Toronto               | Canadá         | The Opera House                    |
| 26 de enero de 2006      | Chicago               | Estados Unidos | House of Blues                     |
| 28 de enero de 2006      | Detroit               | Estados Unidos | Harpo's                            |
| 29 de enero de 2006      | Cleveland             | Estados Unidos | Peabody's Concert Club             |
| 31 de enero de 2006      | Minneapolis           | Estados Unidos | Star Central                       |
| 1 de febrero de 2006     | Winnipeg              | Canadá         | West End Cultural Center           |
| 3 de febrero de 2006     | Calgary               | Canadá         | The Warehouse                      |
| 4 de febrero de 2006     | Edmonton              | Canadá         | The Starlite Room                  |
| 6 de febrero de 2006     | Vancouver             | Canadá         | Richard's on Richards              |
| 7 de febrero de 2006     | Seattle               | Estados Unidos | Studio Seven                       |
| 9 de febrero de 2006     | San Francisco         | Estados Unidos | The Pound                          |
| 10 de febrero de 2006    | West Hollywood        | Estados Unidos | Key Club                           |
| 11 de febrero de 2006    | Santa Ana             | Estados Unidos | Galaxy Theatre                     |
| 13 de febrero de 2006    | Phoenix               | Estados Unidos | Clubhouse                          |
| 15 de febrero de 2006    | Fort Worth            | Estados Unidos | Ridglea Theater                    |
| 16 de febrero de 2006    | San Antonio           | Estados Unidos | The Sanctuary                      |
| 18 de febrero de 2006    | Atlanta               | Estados Unidos | The Masquerade                     |
| 19 de febrero de 2006    | Fort Lauderdale       | Estados Unidos | Cultural Room                      |
| 20 de febrero de 2006    | Tampa                 | Estados Unidos | The Masquerade                     |
| 22 de febrero de 2006    | Hartford              | Estados Unidos | Webster Theatre                    |
| 23 de febrero de 2006    | Bedford               | Estados Unidos | Mark's Showplace                   |
| 24 de febrero de 2006    | Quebec                | Canadá         | Le Cabaret du Capitole             |
| Europa                   |                       |                |                                    |
| 11 de abril de 2006      | Estocolmo             | Suecia         | Arenan/Fryshuset                   |
| 12 de abril de 2006      | Gotemburgo            | Suecia         | Kåren                              |
| 13 de abril de 2006      | Lund                  | Suecia         | Mejeriet                           |
| 15 de abril de 2006      | Herne                 | Alemania       | Gysenberg-Halle                    |
| 16 de abril de 2006      | Núremberg             | Alemania       | Löwensaal                          |
| 17 de abril de 2006      | Budapest              | Hungría        | Petőfi Csarnok                     |
| 18 de abril de 2006      | Viena                 | Austria        | Planet Music                       |

- 19/04/2006 - Georg-Elser-Hallen, Múnich
- 21/04/2006 - Springtime Rockfestival, Stödtlen
- 22/04/2006 - Kammgarn, Kaiserslautern
- 23/04/2006 - LKA Longhorn, Stuttgart
- 24/04/2006 - Z7 Konzertfabrik, Pratteln
- 26/04/2006 - Hyde Park, Osnabrück
- 27/04/2006 - Fabrik, Hamburgo
- 28/04/2006 - Plato, Helmond
- 29/04/2006 - Oktoberhallen, Wieze
- 30/04/2006 - Le Trabendo, París
- 02/05/2006 - Le Rockstore, Montpellier
- 04/05/2006 - Hard Club, Oporto
- 05/05/2006 - Sala Macumba, Madrid
- 06/05/2006 - Sala Razzmatazz II, Barcelona
- 07/05/2006 - Sala Jam, Vergara
- 09/05/2006 - La Locomotive, París
- 11/05/2006 - De Borderij, Zoetermeer
- 12/05/2006 - Vachwerk, Vacha
- 13/05/2006 - Stadthalle, Langen
- 03/06/2006 - Idroscalo, Milán
- 30/06/2006 - Kaisaniemi, Helsinki
- 07/07/2006 - Ruissalo, Turku
- 28/07/2006 - Vauhtiajot, Seinäjoki
- 29/07/2006 - Kuusisaari, Oulu
- 05/08/2006 - Korson Urheilupuisto, Vantaa
- 13/08/2006 - Rock To The River Outdoor, Imatra
- 26/08/2006 - Ravintola Hullunmylly, Kemi

## Formación durante la gira
- Tony Kakko - Voz
- Jani Liimatainen - Guitarra
- Marko Paasikoski - Bajo
- Tommy Portimo - Batería
- Henrik Klingenberg - Teclado